# Saiki Kusuo no Psi-nan
Autre
Saiki Kusuo no Psi-nan ou La vie désastreuse de Saiki K. au Québec (斉木楠雄のΨ難, Saiki Kusuo no Sai-nan, litt. La désastreuse vie de Kusuo Saiki, stylisé Saiki Kusuo no Ψ nan) est une série de mangas shōnen créée par Shūichi Asō. Elle est prépubliée entre le 14 mai 2012 et le 26 février 2018 dans le magazine hebdomadaire Weekly Shōnen Jump et entre le 25 mai et le 26 juillet 2018 dans le magazine Shōnen Jump Giga, puis regroupée en 26 volumes aux éditions Shūeisha. Une suite au format yonkoma est publiée depuis mars 2018.

## Trame
Kusuo Saiki est un lycéen qui est né avec des pouvoirs psychiques, comme la télépathie et la télékinésie. Il tente par tous les moyens de ne pas révéler qu'il a ces pouvoirs et de passer inaperçu car il veut mener une vie banale. Il a fort à faire avec ses camarades du lycée tous aussi farfelus les uns que les autres. 

## Temporalité
L'histoire veut que nous suivions Kusuo à travers ses années lycées. Très vite, le spectateur attentif se rend compte que les Noëls passent, les nouvelles années passent, mais Kusuo ne quitte pas le lycée de même que ses amis. Une phrase met la puce à l'oreille quand Toritsuka dit qu'il est là depuis pas longtemps au lycée. Kusuo lui répond par la pensée qu'il est là en fait depuis des années. En réalité, Kusuo a prédit la destruction du Japon, il y a 4 ans par un super volcan. Même lui ne peut pas encore contenir la puissance du volcan, donc il attend que ses pouvoirs grandissent en remontant le temps chaque année, le bloquant ainsi en classe de première. Les individus ne semblent pas vraiment affectés dans leur souvenir. En effet, les années se suivent, les amitiés restent ainsi que les souvenirs de l'année passée, de nouveaux élèves arrivent, il ne se passe pas exactement les mêmes évènements chaque année. En revanche, ils sont affectés physiquement et ne vieillissent donc pas. Mais avec sa psychokinésie, Kusuo fait passer le fait de répéter cette année comme quelque chose de "normal", évitant ainsi une éventuelle panique.

## Personnages

### Famille Saiki
Kusuo Saiki (斉木 楠雄, Saiki Kusuo)
Le personnage principal, un lycéen aux cheveux roses affublé d'antennes artificielles et de lunettes aux verres de couleur verte qui lui permettent de contrôler ses pouvoirs psychiques. Il possède plusieurs dons paranormaux, comme télépathie, la psychokinèse, la téléportation et la pyrokinésie. Il désire mener une vie normale, ne pas être harcelé ou maltraité en raison de ses pouvoirs. C'est pourquoi il fait tout pour les cacher, mais doit souvent les utiliser pour que les gens qui l'entourent se désintéressent de lui.
Saiki aime particulièrement être seul et peut paraître froid aux premiers abords. Il fuit très fréquemment les invitations et les fêtes organisées par ses camarades. Malgré tout, c'est un individu profondément gentil et il semble que cela vient de sa mère. Il n'hésite pas à aider ses amis, les protège s'ils ont un risque d'être blessés, intervient quand il voit une injustice lui qui déteste la triche.
Outre ses antennes qui limitent la puissance impressionnante de ses pouvoirs, Kusuo porte également des gants très fins et des lunettes pour limiter sa psychokinésie qui est incontrôlable en cas de contact visuel ou tactile direct.
Kuniharu Saiki (斉木 國春, Saiki Kuniharu)
Le père de Kusuo. Très paresseux, il demande toujours à son fils d'utiliser ses pouvoirs pour l'aider et régler ses problèmes. Il ne fait des efforts que pour sa femme dont il est toujours très amoureux. Il travaille dans une maison d'édition de mangas.
Kurumi Saiki (斉木 久留美, Saiki Kurumi)
La mère de Kusuo. D'apparence très douce, elle a une influence apaisante sur Kusuo, mais elle peut être très autoritaire et impitoyable (en particulier envers son mari). Elle a un caractère très naïf et se laisse facilement avoir par les vendeurs de porte à porte.
Kūsuke Saiki (斉木 空助, Saiki Kūsuke)
Le frère aîné de Kusuo qui apparaît rarement. Kusuke est un génie qui pouvait parler à trois mois, se considère comme le meilleur et les autres humains comme des "singes" . Malheureusement, il ne possède pas les pouvoirs de son frère et n'a enchaîné que des défaites contre lui. À 14 ans, il décide donc de partir à Cambridge pour y faire un doctorat. C'est un inventeur formidable qui est notamment à l'origine des épingles/antennes qui limitent les pouvoirs de Kusuo.
Grands-parents de Kusuo
Ce sont les parents de la maman de Kusuo. Ils habitent dans la campagne et Kusuo ne les voit pas beaucoup au début de la série. Le grand-père est un "tsundere" qui fait tout pour paraître froid alors qu'il adore sa fille et son petit-fils, tout en détestant son gendre, le père de Kusuo. La grand-mère ressemble à sa fille et qui paraît beaucoup plus jeune que son âge. Au début de la série, les grands-parents de Kusuo ne savent pas qu'il possède des pouvoirs. Après leur avoir dit, il semble qu'ils passent beaucoup plus de temps en famille puisque Kusuo peut désormais utiliser la téléportation librement pour les inviter où se rendre chez eux.

### Lycée PK
Riki Nendo (燃堂 力, Nendō Riki)
Un lycéen, camarade de classe de Kusuo. Kusuo ne parvient pas à lire dans ses pensées car il est complètement stupide. malgré son apparance de voyou, il est gentil et désire vivre en bonne compagnie avec Kusuo. Nendo vit seul avec sa mère qui lui ressemble comme deux gouttes d'eau depuis qu'il a perdu son père. Son beau-père est Uryoku Chōno, un prestidigitateur raté.
Shun Kaido (海藤 瞬, Kaidō Shun)
Un autre camarade de classe de Kusuo, qui se prend pour un héros caché, sous le nom de l'Aile Noire (Jet-Black Wing), en lutte contre une puissante organisation secrète, Dark Union. Malheureusement, Kaido est très faible à l'image de son esprit gardien qui est un chihuahua. Il s'épuise vite, court très lentement et n'a aucune force. Malgré tout, il montre beaucoup de courage quand il doit défendre ses camarades.
Kokomi Teruhashi (照橋 心美, Teruhashi Kokomi)
Une lycéenne narcissique qui se voit comme aussi belle à l'extérieur qu'à l'intérieur, et qui ne comprend pas que Kusuo n'éprouve qu'indifférence à son égard. D'abord désirante que Kusuo tombe à ses pieds, Teruhashi tombe vraiment amoureuse de lui. Kusuo fait tout pour s'en détacher tout en reconnaissant le pouvoir impressionnant de sa beauté. Elle se liera d'amitié avec Yumehara au fil des épisodes. D'abord rivale en amour sans le savoir, elles deviendront très proches et s'aideront pour se rapprocher de leurs cibles.
Il est intéressant de noter que même si Kusuo fuit Teruhashi et fait tout pour qu'elle se désintéresse de lui, il connait la plupart de ses goûts. Il lui choisit notamment une tenue qui lui plait, sait ce qu'elle aime comme musique, comme nourriture et connaît parfaitement son caractère grâce à sa télépathie. Réciproquement, Teruhashi est de moins en moins dupe au fil du temps, fantasme moins sur un caractère hypothétique de Kusuo et tombe amoureuse du Kusuo fuyant et peu loquace que l'on suit dans la série.
Chiyo Yumehara (夢原 知予, Yumehara Chiyo)
Une lycéenne romantique à la recherche de l'amour, et qui a jeté son dévolu sur Kusuo. Au fil des épisodes, elle se désintéresse de Kusuo et tombe amoureuse de Kaido, qui l'a protégée lors d'une journée à la plage. Elle a tendance à se réfugier dans la nourriture et fait très attention à son poids.
Kineshi Hairo (灰呂 杵志, Hairo Kineshi)
Un lycéen sportif et populaire, qui veut toujours motiver les autres. Le seul qui rivalise avec sa force est Nendo qu'il prend pour son plus grand rival. C'est aussi le délégué de la classe de Saiki.
Reita Toritsuka (鳥束 零太, とりつか れいた, Toritsuka Reita)
Un lycéen qui possède également des pouvoirs surnaturels, et qui est au courant des pouvoirs de Kusuo. Médium, il est capable de voir les morts (ce sont d'ailleurs les fantômes qui lui ont appris que Kusuo était lui aussi medium), et il se sert de son pouvoir à des fins perverses. Reita est également capable de voir les "gardiens" de chaque individu. Son gardien est d'ailleurs le père défunt de Nendo.
Ses pouvoirs ne se limitent pas au fait de pouvoir voir les fantômes. Il peut également se laisser posséder par eux et acquiert ainsi leurs talents ou capacités. S'il se laisse trop posséder, il peut perdre le contrôle de son corps. Dans les derniers épisodes, il apparaît qu'il peut également appeler à lui des âmes pour se faire posséder même si celle-ci appartient à un individu en vie.
Aren Kuboyasu (窪谷須 亜蓮, Kuboyasu Aren)
Etudiant transféré en cours d'année, Kuboyasu est un ancien délinquant qui régnait en maître de son gang. Il décide finalement de se ranger et apprend à vivre avec les "normies" ou les gens normaux. D'un tempérament suspicieux et agressif, il se calme et se lie d'amitié avec Kaido. On découvre alors qu'il est intelligent et gentil. De son passé de délinquant, il garde un instinct hors du commun qui lui permet même de sentir la présence de Kusuo lorsqu'il est invisible. On apprend par la suite que Kuboyasu a baigné très jeune dans les gangs puisque son père était lui-même chef d'un gang. De son témoignage ressort une éducation parfois dure, mais juste et beaucoup de respect pour son père qui s'est finalement rangé après toutes ces années.
Metori Saiko (才虎 芽斗吏, Saiko Metori)
Saiko est un étudiant faisant partie d'une famille richissime. Très arrogant et méprisant envers les plus pauvres que lui, il a souhaité être transféré au lycée PK pour suivre Teruhashi qu'il a croisé dans la rue. Mais celle-ci refuse sa demande en mariage. Petit à petit, il se lie malgré tout avec le reste de la classe et se rend compte que l'argent ne peut pas tout acheter.
Chisato Mera (目良 千里, Mera Chisato)
Fille pauvre qui enchaîne les petits boulots pour subsister aux besoins de sa famille monoparental. Les petits boulots sont interdits pour les lycéens japonais mais Kusuo changea les règles de la société pour que Mera puisse continuer à travailler. Elle a un appétit d'ogre et ne pense qu'à manger. Elle fait partie du groupe des trois amies filles avec Yumehara et Teruhashi.
Mikoto Aiura (相卜 命, Aiura Mikoto)
Troisième médium du lycée PK avec Toritsuka et Kusuo, elle est capable de lire le passé et de prédire l'avenir. Elle arrive au lycée PK car elle a prédit que son âme sœur, une personne aux cheveux roses avec de grands pouvoirs, se trouvait dans ce lycée. Elle est capable de lire les auras des gens qui l'entourent sauf celle de Kusuo qui est trop importante et qui éclipse toutes les autres quand il est à proximité. Comme Toritsuka, elle finit par découvrir les pouvoirs de Kusuo lorsque celui-ci sauve Yumehara d'une mort certaine. Elle comprend alors qu'il est son âme sœur. Elle a une relation très conflictuelle avec Toritsuka.
À la peau mate, les lycéens font plusieurs remarques sur sa forte poîtrine, elle est souvent sur son téléphone portable et a tendance à passer du maquillage sur son visage régulièrement. Elle adopte un vocabulaire assez commun et se comporte comme une gal. Doté d'impressionnants pouvoirs, elle peut prédire l'avenir avec précision et peut localiser quelqu'un très facilement à l'aide d'une boule de cristal.
Iguchi-san
Iguchi-san est le nouveau professeur principal de la classe de Saiki. Profondément gentil et bienveillant envers ses élèves, il souffre de son visage très particulier. En fait, il a un regard de pervers, des expressions du visage assez terrifiantes et un sourire qui lui donne l'impression de mentir constamment. S'il a au début attiré la suspicion de ses élèves, après quelques mois celui-ci a définitivement été adopté, surtout quand celui-ci a résisté à la tentative de corruption de Saiko.
Hii Suzumiya
Nouvelle élève arrivée, Hii Suzumiya est une jolie jeune fille, timide et très gentille. Elle porte néanmoins sur elle, une très lourde Aura détectée par Mikoto qui fait qu'elle a une malchance très impressionnante qui peut aller jusqu'à menacer sa vie et celle des gens qui l'entourent (elle porte constamment une trace de mort sur son visage). Cette extrême malchance est causée par son esprit gardien qui est un être assez pathétique : alcoolique, avec un étron sur la tête, sa présence lui porte le mauvais œil. Elle sera finalement sauvée de son gardien par Saiki et Toritsuka, le père de Nendo intervenant ici pour rééduquer l'esprit gardien.

## Manga
Le manga est écrit par Shūichi Asō et édité par la Shūeisha. La parution du manga a durée du 14 mai 2012 au 26 juillet 2018, il est composé au total de 26 volumes.

## Adaptations

### Anime
Une série animée est réalisée par Hiroaki Sakurai pour le studio J.C.Staff ; elle est diffusée du 23 décembre 2016 au 27 juin 2018 sur Fuji TV au Japon, puis en streaming sur Netflix. Il compte 50 épisodes.
Une suite à l'anime, comportant 6 épisodes, sort le 30 décembre 2019. Elle est produite et diffusée par Netflix.

#### Doublage
| Personnage       | Voix japonaise      | Voix française           |
| ---------------- | ------------------- | ------------------------ |
| Saiki Kusuo      | Hiroshi Kamiya      | Yoann Sover              |
| Saiki Kuniharu   | Mitsuo Iwata        | Laurent Morteau          |
| Saiki Kurumi     | Rikako Aikawa       | Marie Giraudon           |
| Saiki Kūsuke     | Kenji Nojima        | Tony Marot               |
| Saiki Kumagoro   | Koichi Yamadera     |                          |
| Saiki Kumi       | Rie Tanaka          |                          |
| Riki Nendo       | Daisuke Ono         | Guillaume Desmarchelier  |
| Shun Kaido       | Nobunaga Shimazaki  | Jim Redler               |
| Matsuzaki        | Taro Yamaguchi      |                          |
| Kokomi Teruhashi | Ai Kayano           | Valérie Bescht           |
| Chiyo Yumehara   | Yukari Tamura       | Claire Baradat           |
| Kineshi Hairo    | Satoshi Hino        | Gabriel Bismuth-Bienaimé |
| Reita Toritsuka  | Natsuki Hanae       | Jim Redler               |
| Chisato Mera     | Maaya Uchida        |                          |
| Aren Kuboyasu    | Yoshimasa Hosoya    | Alexandre Nguyen         |
| Metori Saiko     | Masaya Matsukaze    | Hervé Grull              |
| Imu Rifuta       | Mao Ichimichi       |                          |
| Mikoto Aiura     | Eri Kitamura        | Catherine Desplaces      |
| Uryoku Chōno     | Showtaro Morikubo   |                          |
| Amp              | Yoshitsugu Matsuoka |                          |
| Makoto Teruhashi | Tomoaki Maeno       | Benjamin Bollen          |
| Yūta Iridatsu    | Yumiko Kobayashi    |                          |

### Film live
Une adaptation en prise de vues réelles, The Disastrous Life of Saiki K. ou Psychic Kusuo, sort en salle le 21 octobre 2017. Le long-métrage est réalisé par Yūichi Fukuda.

#### Distribution
- Kento Yamazaki : Saiki Kusuo
- Hirofumi Arai : Riki Nendō
- Ryō Yoshizawa : Shun Kaidō
- Hideyuki Kasahara : Kineshi Hairo
- Kanna Hashimoto : Kokomi Teruhashi
- Kento Kaku : Aren Kuboyasu
- Tsuyoshi Muro : Uryoku Chōno
- Jiro Sato : Pinsuke Kanda
- Seiichi Tanabe : Kuniharu Saiki
- Yuki Uchida : Kurumi Saiki